# Albert Goethals
Albert Goethals (Brugge, 13 december 1885 - 14 januari 1973) was een Belgisch kunstschilder en etser.

## Levensloop
Albert Marie Eugène Goethals was de zoon van een huisschilder. Van 1901 tot 1910 studeerde hij aan de Brugse kunstacademie. Hij had er als medeleerlingen onder meer Constant Permeke en Achiel Van Sassenbrouck en als leraar onder meer Edmond Van Hove. Hij studeerde ook in 1905-1906 aan de Koninklijke Kunstacademie in Brussel bij Herman Richir en Jean Delville.
Oorlogsvrijwilliger in 1914 trad hij op als tolk tussen Engelsen en Belgen aan het IJzerfront.
In 1924 werd hij leraar aan de Nijverheidsschool in Brugge. In 1935 was hij medestichter van de kring 'Hedendaagse Kunst' en was ook lid van de informele artistieke groep genaamd 'De Maffia' (met onder meer Achiel Van Acker, Raymond Brulez, Karel Jonckheere en Richard Declerck). Ze vergaderden op zaterdagavond in Café Sint-Ivo, aan de voet van de kathedraaltoren. Het lokaal werd uitgebaat door de zwemkampioen Jan Guilini.
Goethals werd vooral bekend om zijn etsen en tekeningen met Brugse stadsgezichten. Hij heeft menige schilderachtige plek in Brugge vereeuwigd, die sindsdien door de 'moderniteit' is weggeveegd of onherkenbaar geworden. Er was een periode waar in heel veel Brugse huizen één of meer ingekaderde etsen van Albert Goethals hingen.
Goethals heeft ook geschilderd. Het waren dezelfde Brugse zichten als in zijn etsen, maar dan op groot formaat en in zachte kleuren. Bekend is zijn door een eenzame lantaarn verlichte Rolweg met het geboortehuis van Guido Gezelle.
Toen in 1966 de vzw Marcus Gerards werd opgericht, met als doel het behoud van de historische stad Brugge, was hij een van de eerste en enthousiaste ondersteuners.

## Publicaties
- 40 etsen in: Jan SCHEPENS, In de stille stede, Brugge, 1941.
- Tien etsen in: Kunstalbum uitgegeven door Rotary Club Brugge, 1950.